# Vossemeersebrug
De Vossemeersebrug is een verkeersbrug bij het dorp Oud-Vossemeer in de gemeente Tholen in de Nederlandse provincie Zeeland, en het dorp Nieuw-Vossemeer in de gemeente Steenbergen in de Nederlandse provincie Noord-Brabant. De brug overspant het Schelde-Rijnkanaal en heeft een stalen boogconstructie boogbrug met aan weerszijden een aanbrug. De hoofdoverspanning is 140 meter en twee zijoverspanningen van 255 meter, zodat het geheel 650 meter lang is. De brug is in gebruik als provinciale weg, met een gescheiden (brom)fietspad.

## Geschiedenis
Reeds vanaf de middeleeuwen was er sprake van een veerdienst tussen Oud- en Nieuw-Vossemeer. Zeker vanaf 1410 werd dit veer genoemd. Het was toen in handen van de ambachtsheerlijkheid Oud en Nieuwe Vossemeer en Vrijberghe. Omstreeks 1567 werd het Nieuwe Vossemeer ingepolderd en het dorp Nieuw-Vossemeer gesticht. Toen kwam er een nieuwe veerdienst die enkele kilometers noordelijk werd ingesteld en het Nieuw Veer werd genoemd. Het oude veer bleef nog bestaan tot 1886. Het nieuwe veer heeft nog geruime tijd bestaan maar ging er langer over doen toen het Schelde-Rijnkanaal werd aangelegd. Begin jaren '70 van de 20e eeuw werden er plannen voor een brugverbinding ontvouwd.
De Vossemeersebrug werd op 11 april 1974 met enige vertraging geopend; er werden voor de opening haarscheurtjes geconstateerd, zodat er een ongeveer een half jaar daarvoor alleen voet- en fietsverkeer mogelijk was. De Vossemeersebrug kreeg in tegenstelling tot andere bruggen alhier geen afgescheiden strook voor langzaam verkeer als tractoren etc. Wel is er een afgescheiden deel voor voetgangers en fietsers. De veerdienst was toen al enige tijd opgeheven.

## Scheepvaart
De Vossemeersebrug heeft een doorvaartbreedte van 135 meter, en een doorvaarthoogte van +9,76 meter NAP. Omdat in het kanaal het waterpeil normaal iets hoger staat dan NAP is de netto doorvaarthoogte 9,61 meter t.o.v. het kanaalpeil.